# 업스테이트 뉴욕

업스테이트는 붉게 표시된 뉴욕시와 그 오른쪽의 롱아일랜드를 제외한 뉴욕주 전체를 가리키는 경우가 있다. 상단의 보라색 부분은 온타리오호와 이리호이다.

업스테이트 뉴욕(Upstate New York)는 뉴욕주 중에서 뉴욕 대도시권에 속한 곳을 제외한 지역을 의미한다. 현재의 뉴욕의 북부, 중부, 서부를 가리킨다.

## 개요
업스테이트는 일반적으로 뉴욕의 북부, 중부, 서부를 가리키며 매우 한정된 정의로는
- 뉴욕시와 롱아일랜드 이외의 뉴욕 주를 모두 가리키거나
- 웨스트체스터 군과 로클랜드 군 등 뉴욕시에 통근 거리이므로 뉴욕 근교가 아닌 이 주를 모두 가리키거나
- 뉴욕주 올버니 시(주도)에서 서쪽으로 버펄로 시까지의 일대를 가리키는

경우 등이 있다.
뉴욕주에서도 뉴욕시는 가장 남쪽에 위치하며 인구가 집중되는 특수한 지역이다. 업스테이트는 지도 위에서 위쪽(북쪽)에 있으며, 허드슨강 상류 방향에 있기 때문에, 이렇게 불리게 되었다.

## 주요 특징
뉴욕 시내의 번잡함을 벗어나 자연이 넘치는 교외 지역이다. 사계절의 레저 지구로 다음과 같은 자연 지역이 있다.
- 허드슨강, 모호크강
- 캐츠킬산맥, 애디론댁산맥
- 챔플레인호, 이리호

사실, 공업 도시인 버팔로, 로체스터, 유티카 등과 학원 도시인 시러큐스, 빙엄턴, 주도이자 정부 기관이 많은 올버니, 예술가 마을이기도 한 우드스탁, 두 차례의 동계 올림픽 개최지가 된 스키 리조트 레이크 플래시드 등이 있으며, 다양하다.